# Bernard Yago
Bernard Yago, duhovnik iz Slonokoščene obale, škof in kardinal, * julij 1916, Pass, † 5. oktober 1997, Abidžan.

## Življenjepis
1. maja 1947 je prejel duhovniško posvečenje.
5. aprila 1960 je bil imenovan za nadškofa Abidjana; 8. maja istega leta je prejel škofovsko posvečenje in s tega položaja se je upokojil 19. decembra 1994.
V letih 1962−1965 je sodeloval na drugem vatikanskem koncilu.
2. februarja 1983 je bil povzdignjen v kardinala in imenovan za kardinal-duhovnika S. Crisogono.